# بلسکله
بلسکله، روستایی است از توابع بخش چوکام شهرستان خمام در استان گیلان ایران.

## جمعیت
این روستا در بخش چوکام شهرستان خمام 
قرار دارد و براساس سرشماری مرکز آمار ایران در سال ۱۳۸۵، جمعیت آن ۱۰۷۷ نفر (۳۰۰خانوار) بوده‌است.